# El Prat (Santa Maria de Besora)
el Prat o el Prat de Besora és un mas a poc més d'un km al sud del nucli de Santa Maria de Besora (Osona) a tocar de l'ermita de Sant Salvador del Prat.

## Arquitectura
Situada als voltants de l'esglesiola romànica de Sant Salvador del Prat, el Prat de Besora és una masia de proporcions considerables, els murs de la qual ens mostren les diverses fases del seu creixement. Al cos cúbic originari s'hi afegí a la part de ponent la casa dels masovers, també de planta quadrangular i de dos pisos d'alçada. Posteriorment es construí una nova masoveria a ponent de l'edifici, amb unes dimensions més reduïdes i un pis menys d'alçada. La teulada, de teula àrab i de dues vessants, unifica les dues etapes de construcció.

## Història
Per bé que aquest mas és documentat des de finals de l'Edat Mitjana, la construcció actual data del segle xviii (1786). A aquest cos s'hi afegí la primera masoveria a inicis del segle xix i posteriorment la segona, el 1885. Són destacables els armaris i altres peces que formen el mobiliari a l'interior de la casa, ara convertida en segona residència, excepte la masoveria: un armari encastat del 1792 i un rellotge que duu inscrita la data de 1843. També cal destacar les diverses habitacions amb alcova (5).